# Coryphantha difficilis
Coryphantha difficilis är en kaktusväxtart som först beskrevs av Leopold Quehl, och fick sitt nu gällande namn av Charles Russell Orcutt. Coryphantha difficilis ingår i släktet Coryphantha, och familjen kaktusväxter. Inga underarter finns listade i Catalogue of Life.

## Bildgalleri

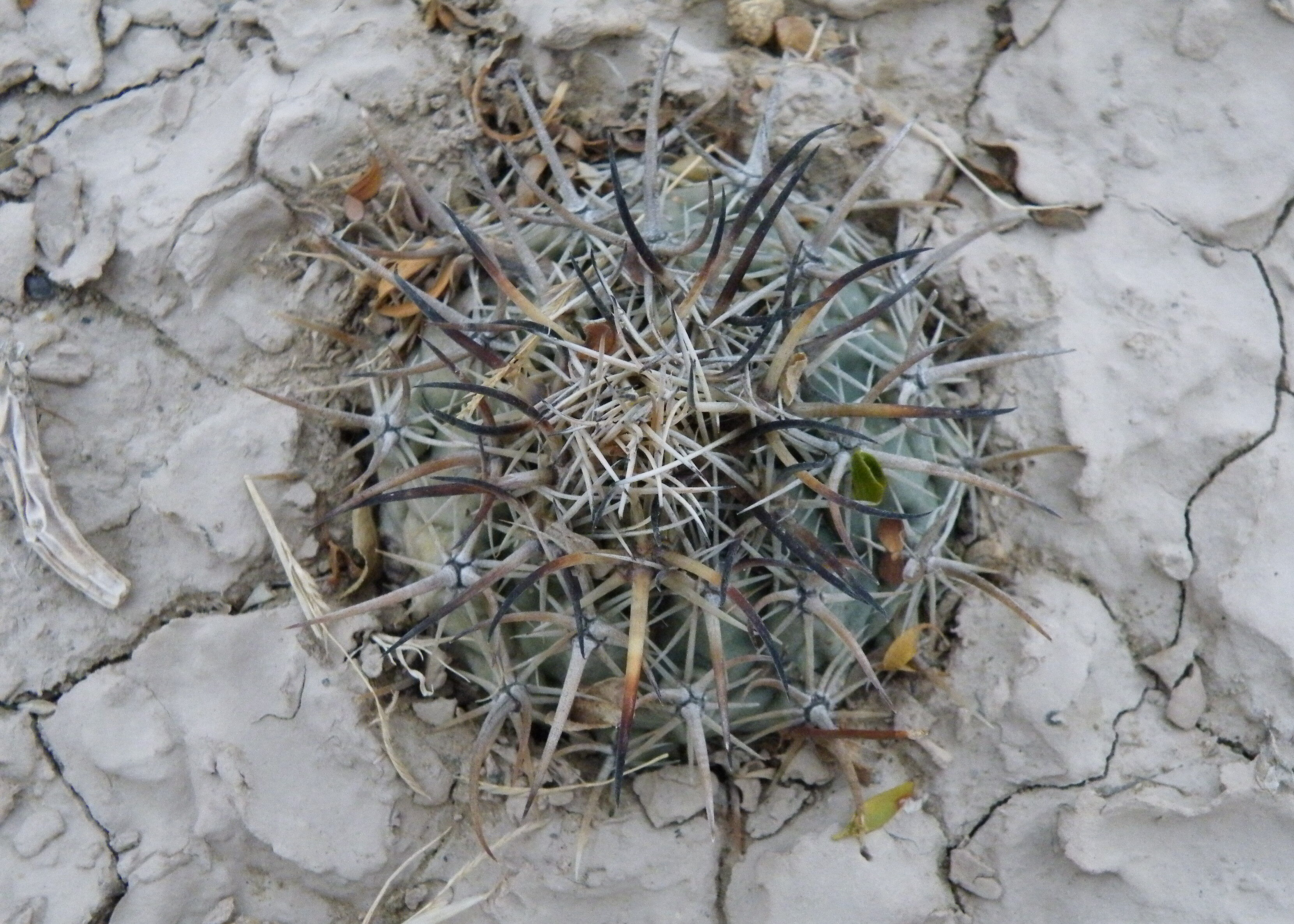